# Diaptomus mississippiensis
Diaptomus mississippiensis är en kräftdjursart som beskrevs av Marsh. Diaptomus mississippiensis ingår i släktet Diaptomus och familjen Diaptomidae. Inga underarter finns listade i Catalogue of Life.